# Forges-les-Bains
Forges-les-Bains – miejscowość i gmina we Francji, w regionie Île-de-France, w departamencie Essonne.
Według danych na rok 1990 gminę zamieszkiwało 2757 osób, a gęstość zaludnienia wynosiła 189 osób/km² (wśród 1287 gmin regionu Île-de-France Forges-les-Bains plasuje się na 420. miejscu pod względem liczby ludności, natomiast pod względem powierzchni na miejscu 178.).